# Bouillante
Bouillante is een gemeente in het Franse overzeese departement Guadeloupe op het eiland Basse-Terre, en telt 6.847 inwoners (2019). De oppervlakte bedraagt 43,46 km². Het ligt ongeveer 15 km ten noorden van de hoofdstad Basse-Terre.

## Overzicht
Bouillante is een gemeente met veel kleine gehuchtjes. Het gebied was in 1638 gekoloniseerd, en heette oorspronkelijk Islets à Goyaves. De huidige naam refereert naar de warmwaterbronnen die in het gebied voorkomen. In de gemeente is een geothermische centrale gebouwd. De economie is gebaseerd op koffieteelt, visserij en toerisme, maar het is een arm gebied met hoge werkloosheid.

## Anse de Thomas
Anse de Thomas is een strand ten zuiden van Bouillante. Het strand heeft kleine kiezelsteentjes, maar een warmwaterbron van 70°C stroomt in het water. Door het zeewater wordt het afgekoeld. Het is een rustig strand met mooie koraalriffen.

## Plage de Malendure
Plage de Malendure is een zwartzandstrand tegenover Îlets Pigeon. De kleur is een gevolg van de vulkanisch oorsprong. De zee wordt veel gebruikt door duikers vanwege de grote koraalriffen en diversiteit aan vissen. Het water is een beschermd natuurgebied dat Réserve Cousteau is genoemd, omdat het vaak werd bezocht door Jacques-Yves Cousteau. Het strand heel veel voorzieningen, maar kan druk zijn.

## Zoo de Guadeloupe

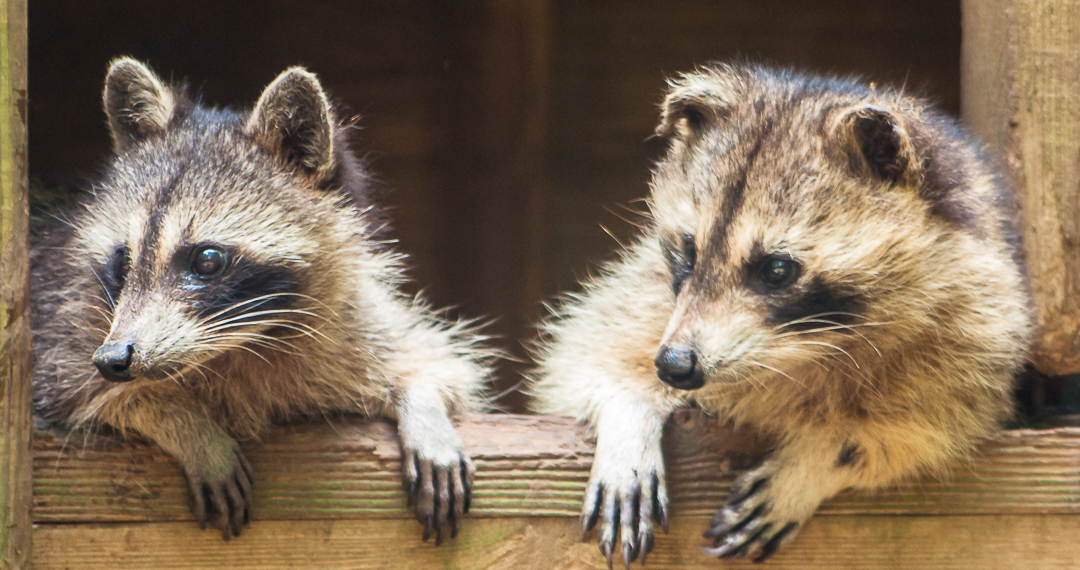
Wasberen in de dierentuin

Zoo de Guadeloupe in Parc des Mamelles is een dierentuin nabij Bouillante. De dierentuin heeft ongeveer 85 dierensoorten en bevindt in 3,5 hectare tropisch regenwoud. Het is in 1998 opgericht, en bevat voornamelijk diersoorten die in het Caraïbisch gebied van nature voorkomen zoals wasberen, Antillenleguanen, ocelotten, maar ook jaguars uit Midden- en Zuid-Amerika. De dierentuin heeft een wandelpad door de boomtoppen, en een botanische tuin.

## Galerij

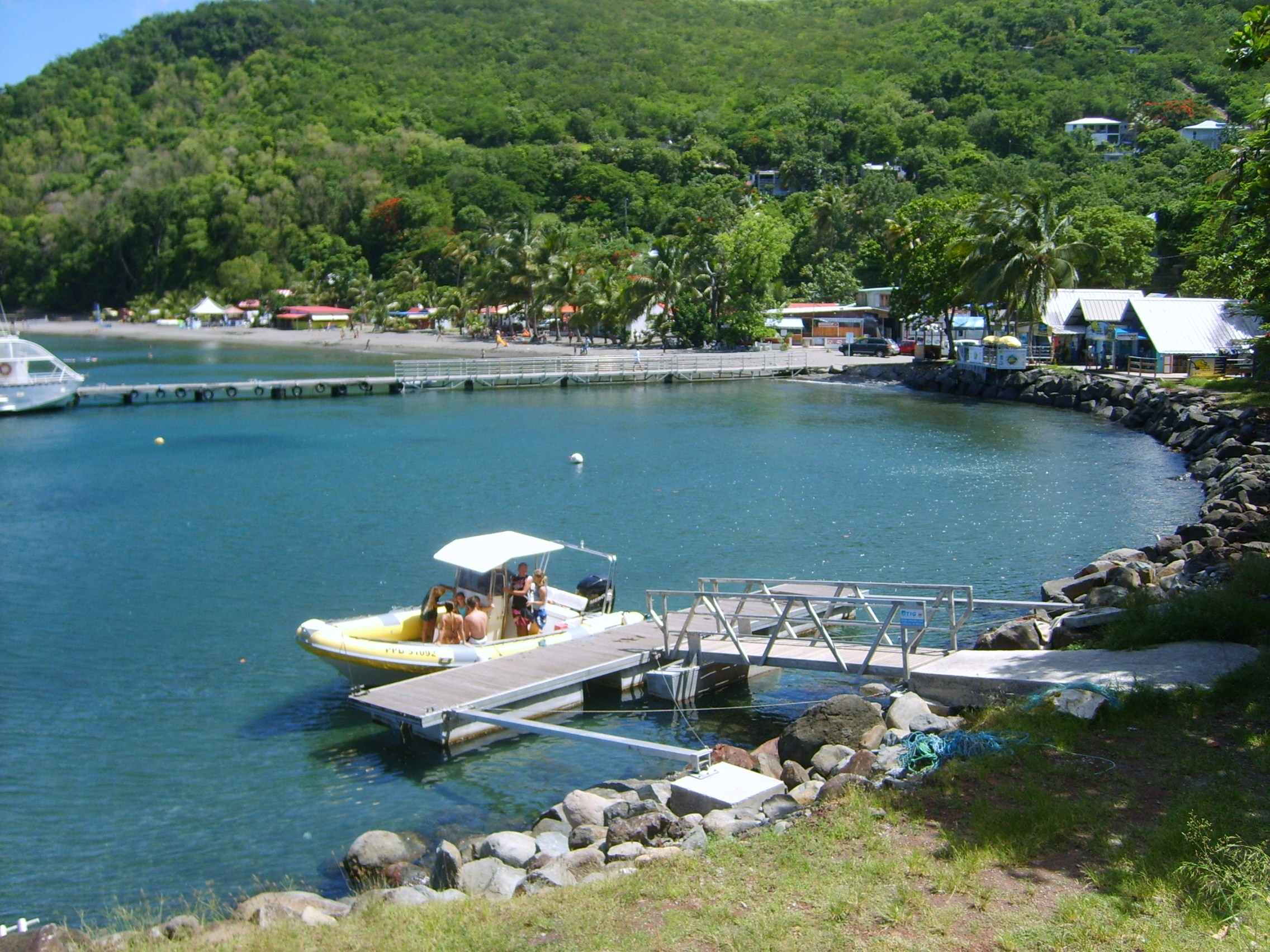
Plage de Malendure
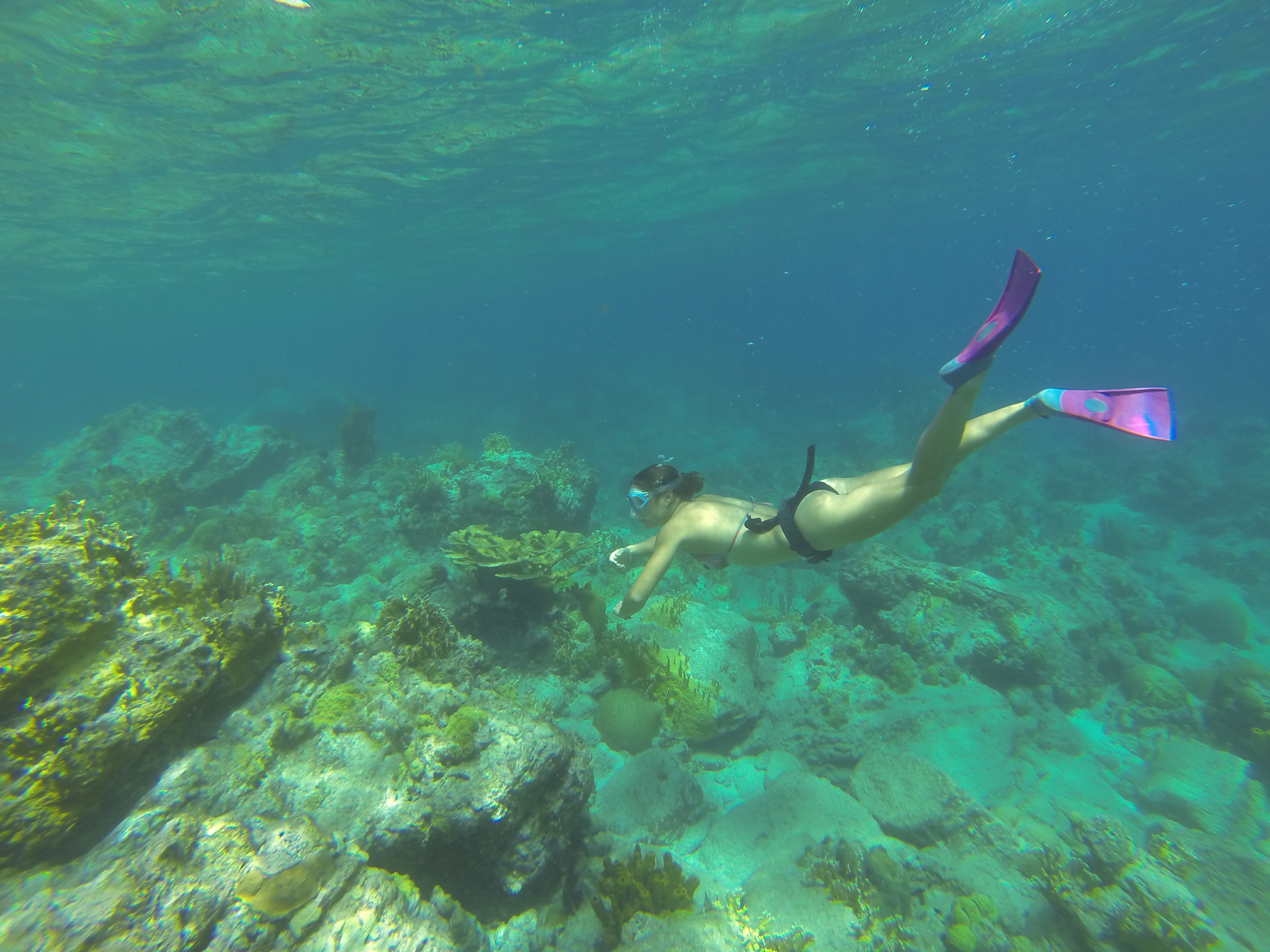
Koraalriffen bij Îlets Pigeon
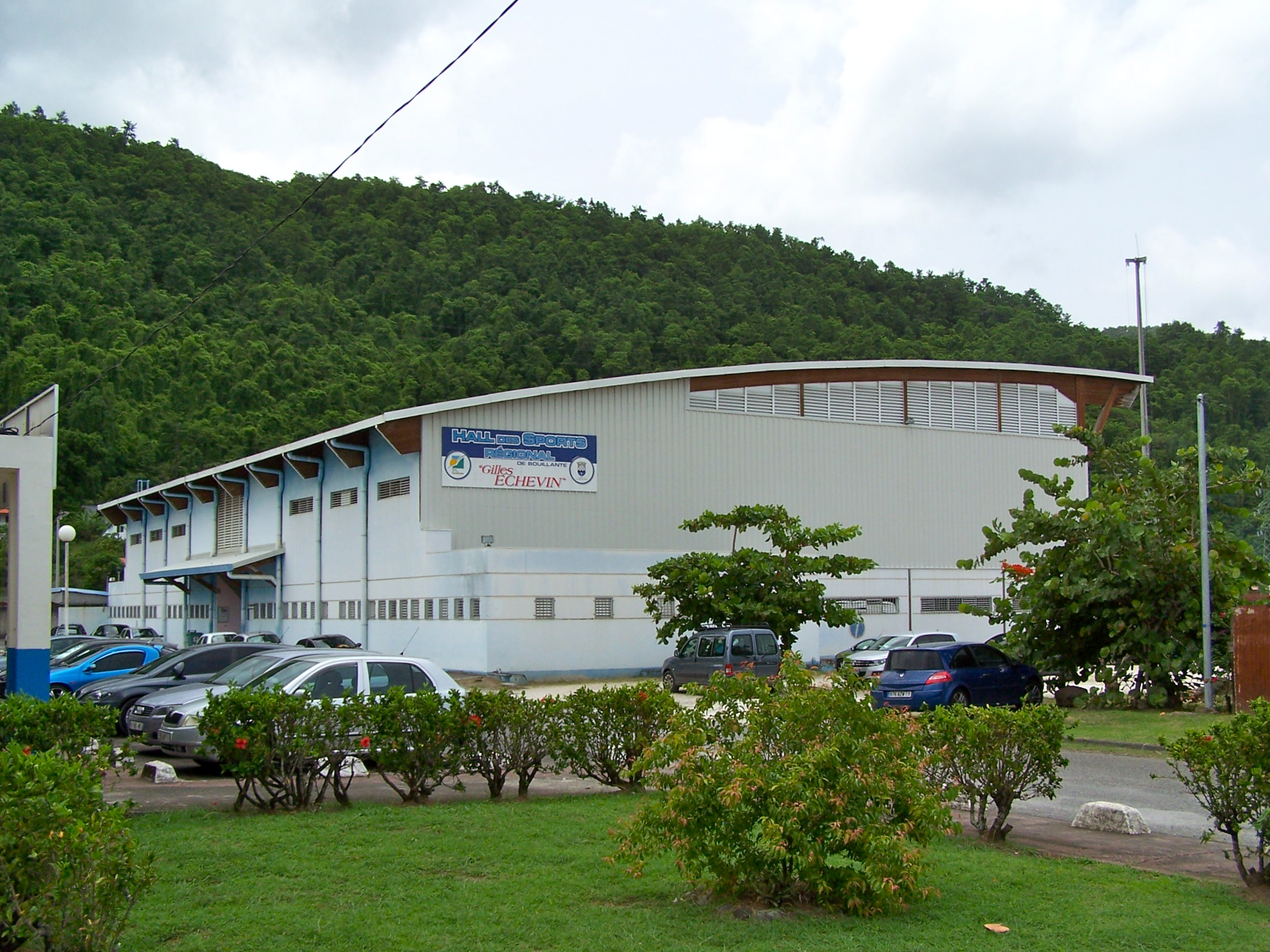
Sportcentum Gilles-Échevin
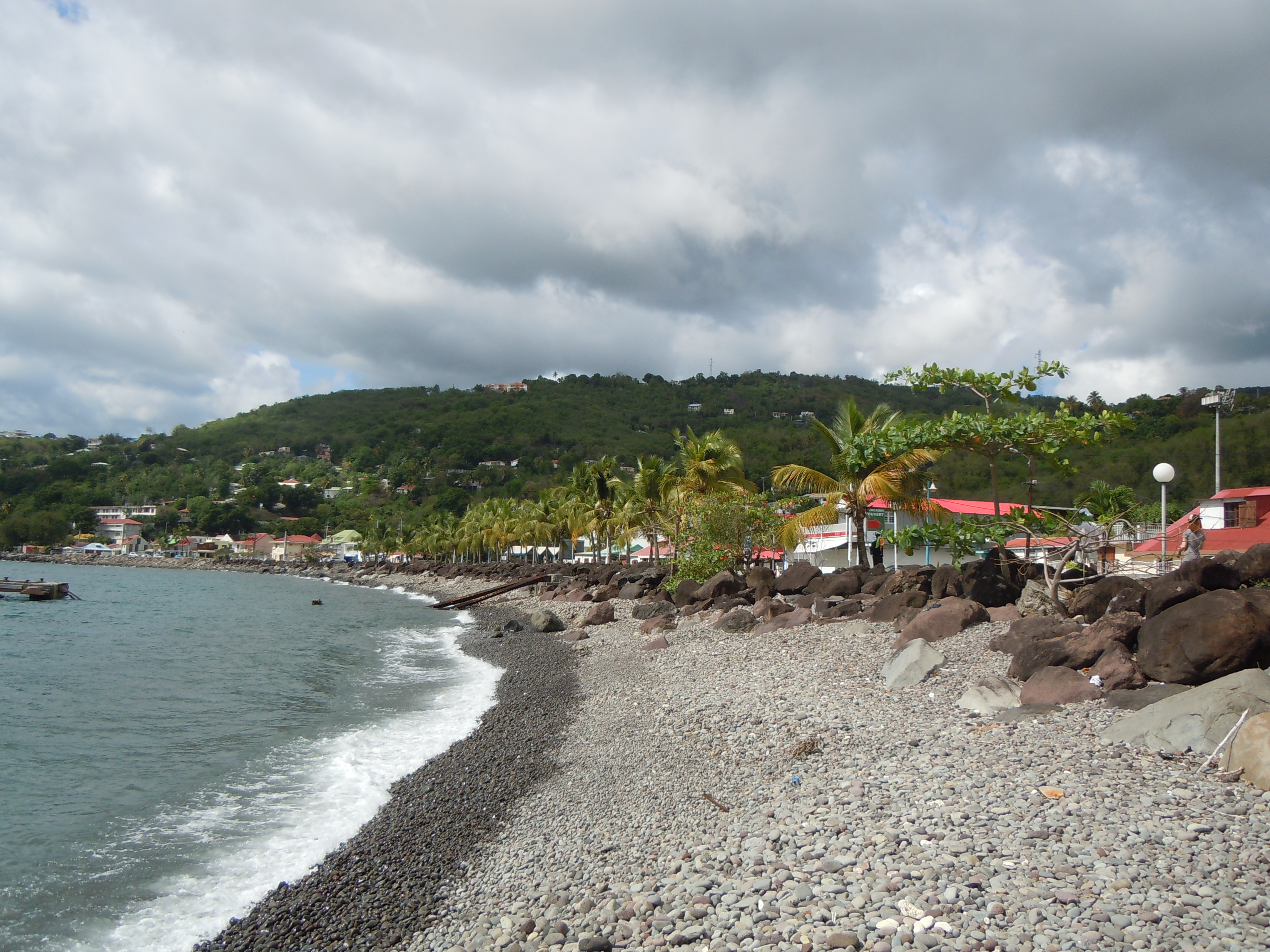
Anse de Thomas

- Bibliothèque nationale de France: cb12135028t (data)
- Gemeinsame Normdatei: 4259503-4
- Library of Congress Control Number: n89668659
- Nationale Bibliotheek van Tsjechië: ge419629
- Nationale Bibliotheek van Israël: 987007564999805171
- Système universitaire de documentation: 02980213X
- Virtual International Authority File: 134997351

Les Abymes · Anse-Bertrand · Baie-Mahault · Baillif · Basse-Terre · Bouillante · Capesterre-Belle-Eau · Capesterre-de-Marie-Galante · Deshaies · La Désirade · Le Gosier · Gourbeyre · Goyave · Grand-Bourg · Lamentin · Morne-à-l'Eau · Le Moule · Petit-Bourg · Petit-Canal · Pointe-à-Pitre · Pointe-Noire · Port-Louis · Saint-Claude · Sainte-Anne · Sainte-Rose · Saint-François · Saint-Louis · Terre-de-Bas · Terre-de-Haut · Trois-Rivières · Vieux-Fort · Vieux-Habitants